# Vera Rebrik
Vera Viktorovna Rebrik (in ucraino Віра Вікторівна Ребрик?, in russo Вера Викторовна Ребрик?; Jalta, 25 febbraio 1989) è una giavellottista russo-ucraina che dal 2015 al 2017 ha rappresentato la Russia a livello internazionale; è stata campionessa europea a Helsinki 2012 sotto la bandiera dell'Ucraina e dal 2017 gareggia da atleta neutrale autorizzata.

## Palmarès
| Anno                                                | Manifestazione    | Sede       | Evento                 | Risultato | Prestazione | Note                          |
| --------------------------------------------------- | ----------------- | ---------- | ---------------------- | --------- | ----------- | ----------------------------- |
| In rappresentanza dell' Ucraina                     |                   |            |                        |           |             |                               |
| 2005                                                | Mondiali allievi  | Marrakech  | Lancio del giavellotto | Argento   | 56,16 m     |                               |
| 2006                                                | Mondiali juniores | Pechino    | Lancio del giavellotto | Argento   | 57,79 m     |                               |
| 2007                                                | Europei juniores  | Hengelo    | Lancio del giavellotto | Oro       | 58,48 m     |                               |
| 2008                                                | Mondiali juniores | Bydgoszcz  | Lancio del giavellotto | Oro       | 63,01 m     | Miglior prestazione personale |
| 2008                                                | Giochi olimpici   | Pechino    | Lancio del giavellotto | 16ª (q)   | 59,05 m     |                               |
| 2009                                                | Universiadi       | Belgrado   | Lancio del giavellotto | Argento   | 61,02 m     |                               |
| 2009                                                | Europei under 23  | Kaunas     | Lancio del giavellotto | Argento   | 61,43 m     |                               |
| 2009                                                | Mondiali          | Berlino    | Lancio del giavellotto | 8ª        | 58,25 m     |                               |
| 2010                                                | Europei           | Barcellona | Lancio del giavellotto | 17ª (q)   | 52,31 m     |                               |
| 2011                                                | Europei under 23  | Ostrava    | Lancio del giavellotto | Argento   | 58,95 m     |                               |
| 2011                                                | Universiadi       | Shenzhen   | Lancio del giavellotto | 4ª        | 58,43 m     |                               |
| 2011                                                | Mondiali          | Taegu      | Lancio del giavellotto | 15ª (q)   | 58,50 m     |                               |
| 2012                                                | Europei           | Helsinki   | Lancio del giavellotto | Oro       | 66,86 m     | Record nazionale              |
| 2012                                                | Giochi olimpici   | Londra     | Lancio del giavellotto | 19ª (q)   | 58,97 m     |                               |
| 2013                                                | Mondiali          | Mosca      | Lancio del giavellotto | 11ª       | 58,33 m     |                               |
| In rappresentanza della Russia                      |                   |            |                        |           |             |                               |
| 2015                                                | Mondiali          | Pechino    | Lancio del giavellotto | 24ª (q)   | 59,67 m     |                               |
| In rappresentanza degli Atleti Neutrali Autorizzati |                   |            |                        |           |             |                               |
| 2017                                                | Mondiali          | Londra     | Lancio del giavellotto | nm (q)    | nm (q)      |                               |